# Seroczyn (Sokołów)
Pour les articles homonymes, voir Seroczyn.
Seroczyn [sɛˈrɔt͡ʂɨn] est un village polonais de la gmina de Sterdyń dans le powiat de Sokołów et dans la voïvodie de Mazovie, au centre-est de la Pologne.
Il est situé à environ 5 kilomètres à l'est de Sterdyń, 20 kilomètres au nord de Sokołów Podlaski et à 100 kilomètres au nord-est de Varsovie.